# مریلند (نیویورک)
مریلند (به انگلیسی: Maryland) یک منطقهٔ مسکونی در ایالات متحده آمریکا است که در شهرستان آتسگو، نیویورک واقع شده‌است. مریلند ۱۳۶٫۰۸ کیلومتر مربع مساحت و ۱٬۸۹۷ نفر جمعیت دارد و ۳۸۹ متر بالاتر از سطح دریا واقع شده‌است.